# Zuidwending (kanaalwaterschap)
De Zuidwending is een voormalig kanaalwaterschap in de Nederlandse provincie Groningen.
Het schap lag om de plaats Zuidwending en besloeg die van de schappen Hoop op Beter, de Kibbelgaarn, de Havingapolder, en het grootste deel van de Eendracht en Korte Akkers. Bovendien hoorde het niet-bemalen gebied tussen Zuidwendingerhoofddiep en het Ommelanderwijksterhoofddiep en de gemeentegrens met Pekela ook tot het schap, met uitzondering van het gedeelte ten zuiden van de Zoutweg. Het waterschap had als enige taak het beheren van het Zuidwendingerhoofddiep.
Waterstaatkundig gezien ligt het gebied sinds 2000 binnen dat van het waterschap Hunze en Aa's.